# Varronia moaensis
Varronia moaensis är en strävbladig växtart som beskrevs av Harold Norman Moldenke. Varronia moaensis ingår i släktet Varronia och familjen strävbladiga växter. Inga underarter finns listade i Catalogue of Life.